# Linh dương Mongalla
Linh dương Mongalla (Danh pháp khoa học: Eudorcas albonotata) là một loài thuộc nhóm linh dương Gazelle được tìm thấy ở những vùng đồi núi và xa van của miền Nam Sudan ở châu Phi, trước đây nó được coi là một phân loài của loài linh dương nổi tiếng là Linh dương Thomson. Nó có nhiều đặc điểm tương đồi với loài linh dương Thomson về tập tính, vòng đời. Linh dương núi là một loài nguy cấp và đang đứng trước danh giới của loài nguy hiểm so với các loài linh dương khác. Với tập tính của hoang mạc do đó rất khó khăn trong việc bảo tồn chúng, chúng có phạm vi phân bố rất rộng và bao phủ cả miền Nam Sudan, nguy cơ tuyệt chủng là hiện hữu khi chỉ có khoảng 100,000 đến 278,000 cá thể trong tự nhiên, kể cả những cá thể đã được thả vào tự nhiên.